# Gerania boscii
Gerania boscii är en skalbaggsart som först beskrevs av Johan Christian Fabricius 1801.
Gerania boscii ingår i släktet Gerania som dess enda art och  i familjen långhorningar. Artens utbredningsområde är Laos och Burma. Inga underarter finns listade i Catalogue of Life.

## Bildgalleri

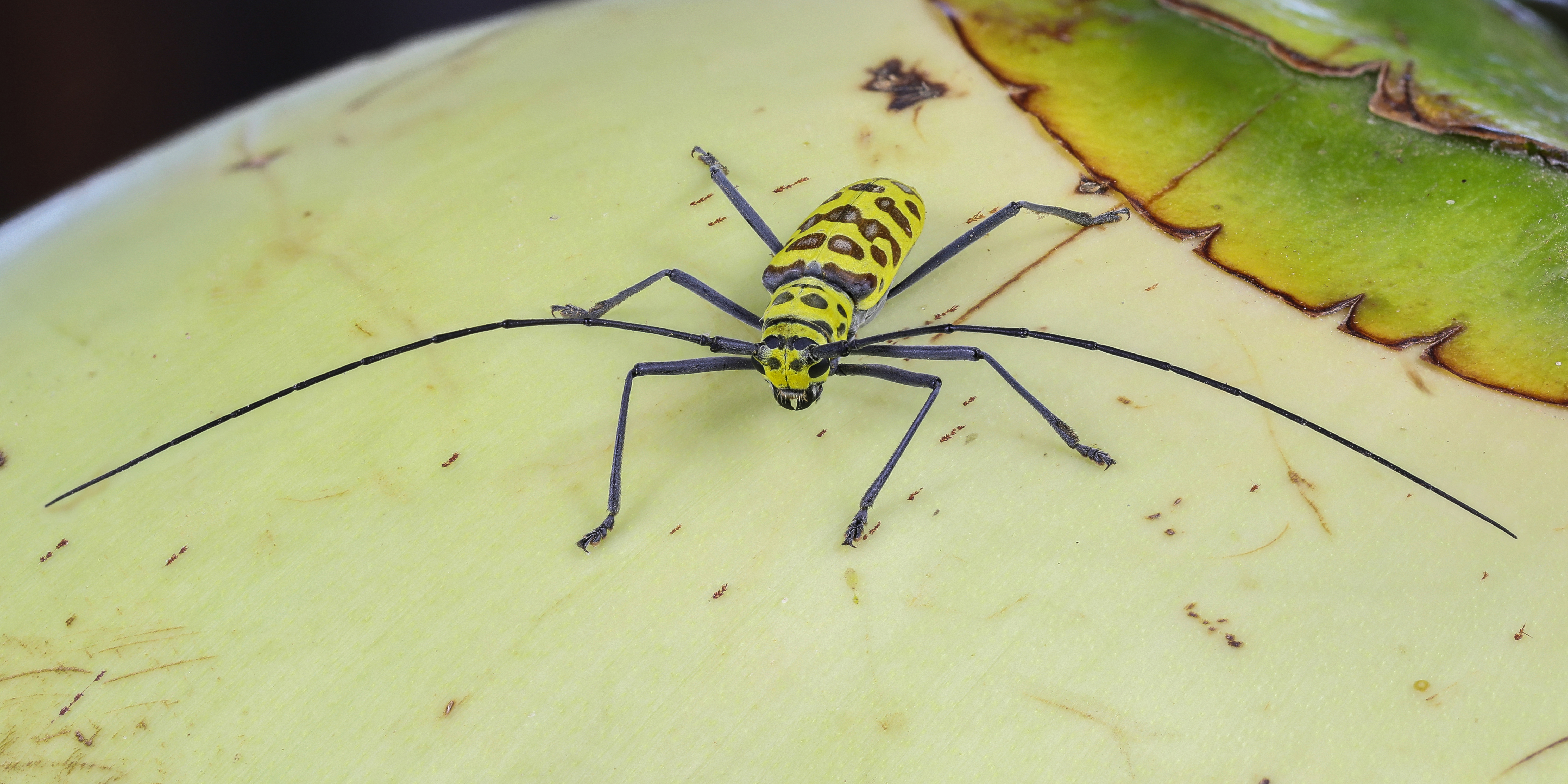
Gerania bosci bosci på en kokosnöt på en ö i ögruppen Si Phan Don i Mekongfloden i södra Laos.